# Brachycara digitata
Brachycara digitata är en tvåvingeart som beskrevs av James 1966. Brachycara digitata ingår i släktet Brachycara och familjen vapenflugor. Inga underarter finns listade i Catalogue of Life.